# Мурич, Роберт
Роберт Мурич (хорв. Robert Murić; родился 12 марта 1996 года в Вараждине, Хорватия) — хорватский футболист, полузащитник словенского клуба «Мура».

## Клубная карьера
Мурич — воспитанник загребского «Динамо». В начале 2014 года им активно интересовался английский «Манчестер Юнайтед». Летом того же года Роберт подписал четырёхлетний контракт с амстердамским «Аяксом». 22 августа в матче против «Волендама» он дебютировал за дублёров в Эрстедивизи. 26 сентября в поединке против «Эммена» Роберт забил свой первый гол за «Йонг Аякс». 21 февраля 2016 года в матче против «Эксельсиора» Мурич дебютировал за основную команду в Эредивизи, заменив во втором тайме Анвара Эль-Гази.
Летом того же года Роберт на правах аренды перешёл в итальянскую «Пескару». 1 октября в матче против «Кьево» он дебютировал в итальянской Серии A. 22 мая 2017 года в поединке против «Палермо» Мурич забил свой первый гол за «Пескару».
В августе 2017 года перешёл в португальскую «Брагу».
Летом 2022 года стал игроком турецкого «Коньяспора», подписав с клубом трёхлетний контракт.
15 февраля 2025 года перешёл в словенский клуб «Мура», подписав контракт на один сезон с возможностью продления ещё на один год.

## Международная карьера
В 2013 году Мурич в составе юношеской сборной Хорватии принял участие в юношеском чемпионате Европы в Словакии. На турнире он сыграл в матчах против команд Италии, России и Украины. В поединке против украинцев Роберт забил гол.
В том же году Мурич поехал на юношеский чемпионат мира в ОАЭ. На турнире он сыграл в  матчах против Марокко, Панамы и Узбекистана. В поединке против марокканцев Роберт забил гол.
В 2019 году в составе молодёжной сборной Хорватии Мурич принял участие в молодёжном чемпионате Европы в Италии. На турнире он сыграл в матчах против команд Франции и Румынии.